# 実録 マリウポリの20日間
『実録 マリウポリの20日間』（ウクライナ語: 20 днів у Маріуполі）は、ミスティスラフ・チェルノフ監督による2023年のウクライナのドキュメンタリー映画である。ロシアがウクライナ侵攻を開始した後にチェルノフが仲間と共に包囲されたマリウポリで過ごした20日間がとらえられている。チェルノフは『フロントライン』とAP通信のチームと共にマリウポリで集めた映像を編集した。この映画は2023年サンダンス映画祭でプレミア上映され、ワールド・シネマ・ドキュメンタリー・コンペティション部門で観客賞を受賞した。第96回アカデミー賞国際長編映画賞にはウクライナ代表作として出品され、12月発表の最終選考15作品に残った。また2023年ナショナル・ボード・オブ・レビュー賞ではドキュメンタリー映画トップ5に選ばれた。

## 内容
この映画はチェルノフが2022年のマリウポリの戦いで仲間たちと過ごした20日間が記録されている。ロシアによる侵攻が始まり、ウクライナの取材チームは包囲された街に閉じ込められるが、戦争の記録作業を続けようと奮闘する。

## 公開
イギリスのドキュメンタリー映画配給会社であるドッグウーフが国際セールスを監督し、PBSディストリビューションが権利を獲得した北米を除く全世界でのセールスを担当する。
アメリカ合衆国では2023年7月14日に限定上映された。ウクライナでは8月31日に一般公開が始まった。プレ・プレミア上映はキーウとリヴィウで行われた。2023年9月の最初の週末でのウクライナの興行収入は53万フリヴニャを超え、ウクライナのドキュメンタリー映画史上最高額を記録した。

## 評価
Rotten Tomatoesでは55件の批評に基づいて支持率は100%、平均点は8.8/10となり、「『実録 マリウポリの20日間』は戦争がもたらす壊滅的な影響について過酷だが重要な視点を提供している」とまとめられた。Metacriticでは18件の批評に基づいて加重平均値は84/100と示された。
『バラエティ』のデニス・ハーヴェイは「これは殺伐としているが、本質的な映画だ」、「このノンフィクション作品は単純な物語の弧を持たないかもしれないが、監督の気取らない一人称のナレーションと編集された戦争犯罪の証拠の激しさが、それにもかかわらず、この映画を釘付けにする」と評した。『ハリウッド・リポーター』のフランク・シェックは『実録 マリウポリの20日間』を「ロシア軍によるウクライナの都市の数週間にわたる包囲を描いたこのジャンルの特に没入感のある例だ。（中略）人間的な悲劇が描かれている事以外に最も鮮明に伝わってくるのは戦場特派員の重要性と、このような命がけの状況下で働くために彼らが持たなければならない勇気と創意工夫だ」と評した。『ザ・マーキュリー・ニュース』のランディ・マイヤーズは4ツ星満点中3.5ツ星を与え、「重苦しく、本質的なジャーナリズム作品」、「ロシアに狙われ、容赦なく攻撃された港町に3週間近く潜入したAP通信のウクライナ人記者による没入感のある証言」と評した。
RogerEbert.comのマット・ゾラー・サイツはこの映画に4ツ星満点中3.5ツ星を与え、「観る者が2度と観たくなくなる素晴らしいドキュメンタリーのショートリスト入りだ。（中略）これはこの世の地獄からの発送だ。断片的で、混沌としていて、不正確なその性質は啓示だ」と評した。

### 上映論争
2023年10月、この映画はベオグラード郊外のラザレヴァツ文化センターで開催されたセルビア・ベルドックス映画祭で上映される予定だった。10月10日、極右の超国家主義者であるセルビア急進党はこの映画を「キーウ政権の反ロシア宣伝映画」であり、「セルビア人の兄弟ロシアに対する態度を変えようとする西側の試み」であるとして上映の中止を求めた。10月12日、映画祭運営側は上映を中止し、「ベルドックスはこの決定の背後にはおわず、与していない」と強調した。

### 受賞とノミネート
『実録 マリウポリの20日間』は2023年サンダンス映画祭のワールド・シネマ・ドキュメンタリー・コンペティション部門に出品された。ワールド・シネマは2023年1月にこの映画祭で行われた。この映画はワールド・シネマ・ドキュメンタリー部門で観客賞を受賞した
その後も2023年の多くの賞を獲得した。平和のための映画賞ではドキュメンタリー賞、クリーブランド国際映画祭ではスタンド・アップ賞を受賞した。ウクライナでのプレミア上映はドキュディUAで行われ、ナショナル・コンペティション・プログラムの主要賞を受賞した。ニュージーランドのドキュメンタリー映画祭であるドク・エッジでは監督賞（ミスティスラフ・チェルノフ）と編集賞（ミッチェル・マイズナー）を受賞した。さらにシェフィールド・フォクフェストではティム・ヘザリントン賞を受賞した。
| 賞                                                 | 開催日         | 部門                                                 | 候補                                                                                             | 決定       | 参照          |
| -------------------------------------------------- | -------------- | ---------------------------------------------------- | ------------------------------------------------------------------------------------------------ | ---------- | ------------- |
| アカデミー賞                                       | 2024年3月10日  | 長編ドキュメンタリー映画賞                           | 『実録 マリウポリの20日間』                                                                      | 受賞       | [ 30 ]        |
| サンダンス映画祭                                   | 2023年1月29日  | ワールド・シネマ: ドキュメンタリー・コンペティション | 『実録 マリウポリの20日間』                                                                      | ノミネート | [ 24 ]        |
| サンダンス映画祭                                   | 2023年1月29日  | ワールド・シネマ観客賞: ドキュメンタリー             | 『実録 マリウポリの20日間』                                                                      | 受賞       | [ 24 ]        |
| 平和のための映画賞                                 | 2023年3月6日   | 価値あるドキュメンタリー賞                           | 『実録 マリウポリの20日間』                                                                      | 受賞       | [ 25 ]        |
| クリーブランド国際映画賞                           | 2023年4月1日   | グレッグ・ガンド記念スタンド・アップ賞               | 『実録 マリウポリの20日間』                                                                      | 受賞       | [ 26 ]        |
| ドク・エッジ                                       | 2023年6月3日   | 国際作品賞                                           | 『実録 マリウポリの20日間』                                                                      | ノミネート | [ 28 ]        |
| ドク・エッジ                                       | 2023年6月3日   | 国際監督賞                                           | ミスティスラフ・チェルノフ                                                                       | 受賞       | [ 28 ]        |
| ドク・エッジ                                       | 2023年6月3日   | 国際編集賞                                           | ミッチェル・マイズナー                                                                           | 受賞       | [ 28 ]        |
| ドキュデイズUA                                     | 2023年6月8日   | ドキュ/ウクライナ・コンペティション審査員賞          | 『実録 マリウポリの20日間』                                                                      | 受賞       | [ 27 ]        |
| ドキュデイズUA                                     | 2023年6月8日   | 観客賞                                               | 『実録 マリウポリの20日間』                                                                      | 受賞       | [ 27 ]        |
| シェフィールド・ドクフェスト                       | 2023年6月19日  | ティム・ヘザリントン賞                               | 『実録 マリウポリの20日間』                                                                      | 受賞       | [ 29 ]        |
| アテネ国際映画賞                                   | 2023年10月9日  | ドキュメンタリー賞                                   | 『実録 マリウポリの20日間』                                                                      | ノミネート | [ 31 ]        |
| アテネ国際映画賞                                   | 2023年10月9日  | ドキュメンタリー賞 - 特別賞                          | 『実録 マリウポリの20日間』                                                                      | 受賞       | [ 32 ]        |
| クリティクス・チョイス・ドキュメンタリー・アワード | 2023年11月12日 | ドキュメンタリー作品賞                               | 『実録 マリウポリの20日間』                                                                      | ノミネート | [ 33 ] [ 34 ] |
| クリティクス・チョイス・ドキュメンタリー・アワード | 2023年11月12日 | 第一回ドキュメンタリー作品賞                         | 『実録 マリウポリの20日間』                                                                      | 受賞       | [ 33 ] [ 34 ] |
| クリティクス・チョイス・ドキュメンタリー・アワード | 2023年11月12日 | 政治ドキュメンタリー賞                               | 『実録 マリウポリの20日間』                                                                      | 受賞       | [ 33 ] [ 34 ] |
| クリティクス・チョイス・ドキュメンタリー・アワード | 2023年11月12日 | ナレーション賞                                       | ミスティスラフ・チェルノフ                                                                       | ノミネート | [ 33 ] [ 34 ] |
| クリティクス・チョイス・ドキュメンタリー・アワード | 2023年11月12日 | 編集賞                                               | ミッチェル・マイズナー                                                                           | ノミネート | [ 33 ] [ 34 ] |
| ゴッサム・インディペンデント映画賞                 | 2023年11月27日 | ドキュメンタリー賞                                   | 『実録 マリウポリの20日間』                                                                      | ノミネート | [ 35 ]        |
| ナショナル・ボード・オブ・レビュー                 | 2023年12月6日  | トップ5ドキュメンタリー映画賞                        | 『実録 マリウポリの20日間』                                                                      | 受賞       | [ 36 ]        |
| ワシントンD.C.映画批評家協会賞                     | 2023年12月10日 | ドキュメンタリー賞                                   | 『実録 マリウポリの20日間』                                                                      | ノミネート | [ 37 ]        |
| シカゴ映画批評家協会賞                             | 2023年12月12日 | ドキュメンタリー賞                                   | 『実録 マリウポリの20日間』                                                                      | ノミネート | [ 38 ]        |
| ダラス・フォートワース映画批評家協会賞             | 2023年12月18日 | ドキュメンタリー映画賞                               | 『実録 マリウポリの20日間』                                                                      | 2位        | [ 39 ]        |
| トロント映画批評家協会賞                           | 2023年12月17日 | アラン・キング・ドキュメンタリー賞                   | 『実録 マリウポリの20日間』                                                                      | 受賞       | [ 40 ]        |
| アストラ映画&クリエイティブ・アーツ賞              | 2024年1月6日   | ドキュメンタリー作品賞                               | 『実録 マリウポリの20日間』                                                                      | ノミネート | [ 41 ] [ 42 ] |
| シネマ・アイ・オナーズ                             | 2024年1月12日  | ノンフィクション作品賞                               | ミスティスラフ・チェルノフ、ミッチェル・マイズナ、ラニー・アロンソン＝ラス、ダール・マクラッデン | ノミネート | [ 43 ]        |
| シネマ・アイ・オナーズ                             | 2024年1月12日  | デビュー賞                                           | 『実録 マリウポリの20日間』                                                                      | ノミネート | [ 43 ]        |
| シネマ・アイ・オナーズ                             | 2024年1月12日  | 観客賞                                               | 『実録 マリウポリの20日間』                                                                      | ノミネート | [ 43 ]        |
| シネマ・アイ・オナーズ                             | 2024年1月12日  | 編集賞                                               | ミッチェル・マイズナー                                                                           | ノミネート | [ 43 ]        |
| シネマ・アイ・オナーズ                             | 2024年1月12日  | 作品賞                                               | ミスティスラフ・チェルノフ、ミッチェル・マイズナ、ラニー・アロンソン＝ラス、ダール・マクラッデン | 受賞       | [ 43 ]        |

### 批評
- Farago, Jason (2023), “'20 Days in Mariupol' Review: Last Witnesses in a Martyred City”, The New York Times 2023年7月15日閲覧。
- Fear, David (13 July 2023), “'20 Days in Mariupol' Review: Ukrainian War Doc Is Vital, Devastating”, Rolling Stone 2023年7月15日閲覧。